# 島田市立島田第一中学校
島田市立島田第一中学校（しまだしりつ しまだだいいちちゅうがっこう）は静岡県島田市の公立中学校である。

## 沿革
- 1947年（昭和22年） - 島田町立島田第一中学校として創立　島田第四小学校、旧軍用庁舎、静岡青年師範学校附属中学校の各一部を借り分散授業　本校が市内に初めて設置された中学校である。
- 1948年（昭和23年） - 島田市立島田第一中学校に改称　校章制定
- 1949年（昭和24年） - 島田市河原町に校舎が完成し移転
- 1954年（昭和29年） - 校歌制定
- 1955年（昭和30年） - 幸町分校を設置
- 1956年（昭和31年） - 分校の一部が火災により焼失
- 1957年（昭和32年） - 幸町分校を廃止し、島田市立島田第二中学校とする
- 1961年（昭和36年） - 現在地に校舎が完成し移転
- 2021年（令和3年） - 島田市立北中学校と統合

## 学区
河原一丁目、河原二丁目、稲荷一丁目、稲荷二丁目、稲荷三丁目、稲荷四丁目、向谷一丁目、向谷二丁目、向谷三丁目、向谷四丁目、向谷元町、三ッ合町、本通一丁目、本通二丁目、大井町、扇町、日之出町、向島町、宮川町、中溝町、中溝四丁目、若松町、横井一丁目、横井二丁目、横井三丁目、横井四丁目、栄町、伊太、相賀、神座、鵜網、川口、鍋島、丹原、長島、白井、二俣、中平、小川、犬間、大平、西向、大森

## 小学校区
- 島田市立島田第一小学校
- 島田市立島田第二小学校
- 島田市立島田第三小学校（一部の地区）
- 島田市立伊太小学校
- 島田市立相賀小学校
- 島田市立神座小学校
- 島田市立伊久美小学校

## グランドデザイン

### 学校教育目標
- 自他を大切にし、夢に向かって挑戦する生徒

### 校訓
- 自主・連帯・創造

### 重点目標
自ら判断して動く（2021年現在）

### 一中マナー
時を守り、場を清め、礼を正す

## 周辺施設
- 島田市立島田第一小学校
- 静岡県立島田高等学校

## 著名な出身者
- 遠藤孝弘（サッカー選手）